# Fikablog
A fikablog (angolul: shock site vagyis sokkoldal) olyan weboldal, aminek a célja az olvasók megbotránkoztatása, általában durva és ízléstelen, pornográf, erőszakos vagy székletet ábrázoló képekkel. Sok shock site egyetlen képből vagy animációból áll; egyes internetes közösségekben divat félrevezető linkekkel ilyen oldalakra irányítani a gyanútlan olvasót.
A leghíresebb shock site a goatse.cx volt, amelyet végül a NIC letiltott 2004 elején. További híres oldalak a tubgirl.com, az ogrish.com, és a rustina.org – az utóbbi (Rusty Foster, a Kuro5hin közösségi oldal alapítójának feleségét támadó site) miatt egy időre letiltották az új regisztrációkat a Kuro5hin-ön.
2007-ben vált híressé a 2 Girls 1 Cup, amelyben két nő különböző dolgokat tesz a saját ürülékével. A videomegosztó oldalakon (pl. a YouTube-on) a felhasználók felveszik saját maguk, vagy ismerőseik reakcióit, miközben nézik például ezt az oldalt, illetve a BME Pain Olympics-t (egy férfi levágja saját hímtagját) és 2 Girls 1 Fingert.